# Soea (gmina)
Soea – gmina (khum) w północno-zachodniej Kambodży, w południowej części prowincji Bântéay Méanchey, w dystrykcie Môngkôl Borei, z siedzibą w Soea.

## Miejscowości
- Ta Mau
- Ansam Chek
- Tnaot
- Buor
- Bos Laok
- Soea
- Boeng Touch
- Phlov Damrei Leu
- Phlov Damrei Kraom
- Ou Soea
- Kouk Samraong
- Balang Chrey
- Ou Choub Thmey